# Palais Millesimov (rue Panská)
Pour le palais situé rue Celetná, voir Palais Millesimov (rue Celetná).
Le palais Millesimov, également Palais Lämel, Prager Tagblatt ou Aux Trois Etoiles Noires, est un bâtiment de type palais classique comportant deux étages situé n° 8 rue Panská, dans le quartier de Nové Město à Prague 1. Il est protégé en tant que monument culturel de la République tchèque.  

## Histoire

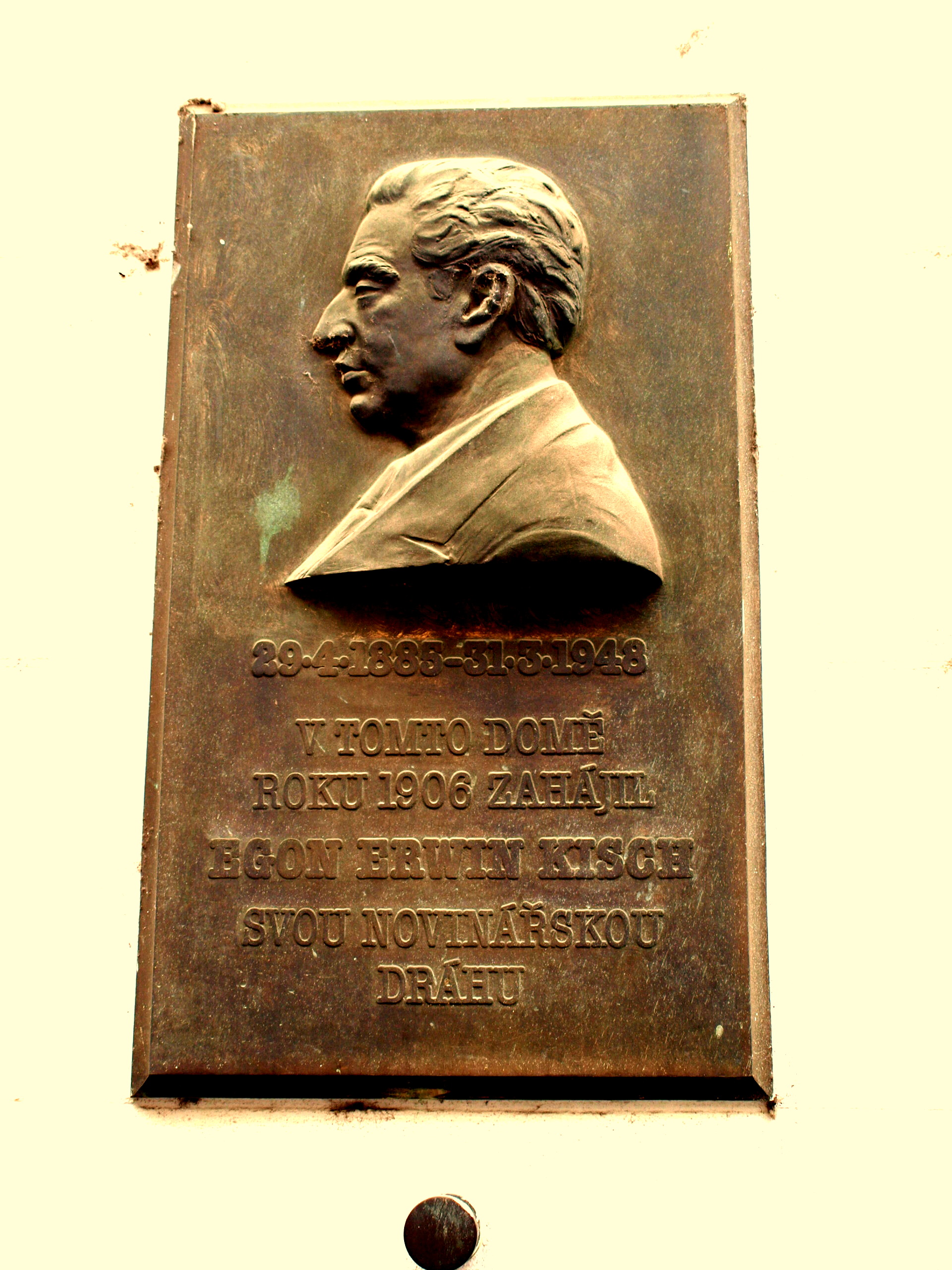

En 1570-1600, la maison s'appelait Aux trois étoiles noires et appartenait à Albrecht Kolovrat-Krakow et à Hynek Wallenstein de Vranov. 
Lors du bombardement suédois de 1648, la maison fut endommagée. Au début du style baroque, le palais appartenait en 1690 à la comtesse Johann Barbara Eusebia Carretto-Cavriani de Millesima, qui le reliait aux maisons voisines. En 1699, le comte Jan Ignác, comte Carretto-Cavriani di Millesimov (décédé en 1740), hérita de la maison et son fils cadet, John Bernard Carretto-Cavriani di Millesimov (mort en 1724), hérita de la maison 896c. 
Les deux maisons ont de nouveau été endommagées par l'artillerie lors du siège de Prague par des soldats prussiens en 1757. Puis elles ont été réunies sous une forme classique. L'auteur de la conception architecturale était Vojtěch Ignác Ullmann. 

A l'arrière de la parcelle a été ajouté dans les années 1905 - 1906 un bâtiment administratif de deux étages pour le quotidien pragois Prager Tagblatt.  

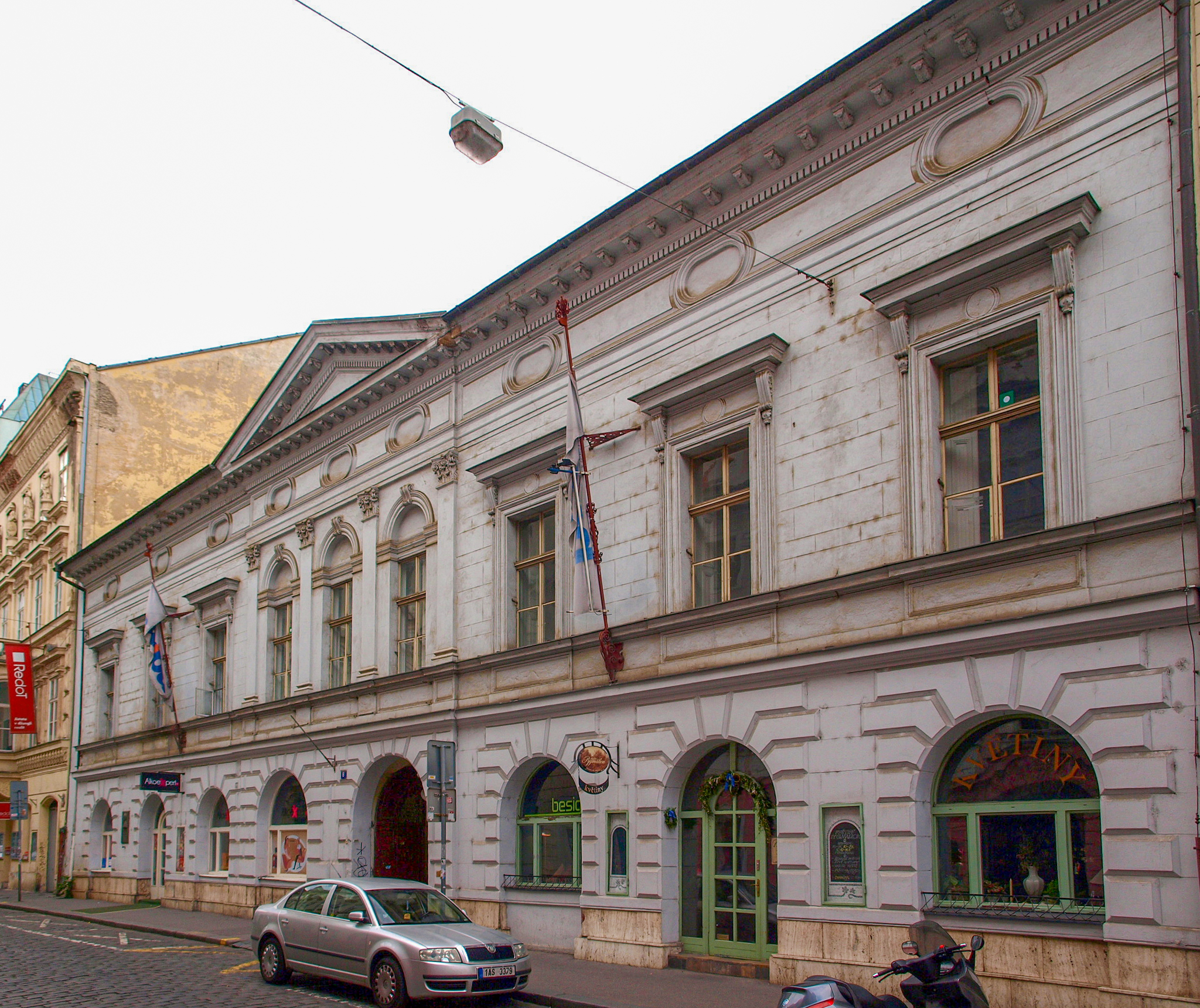
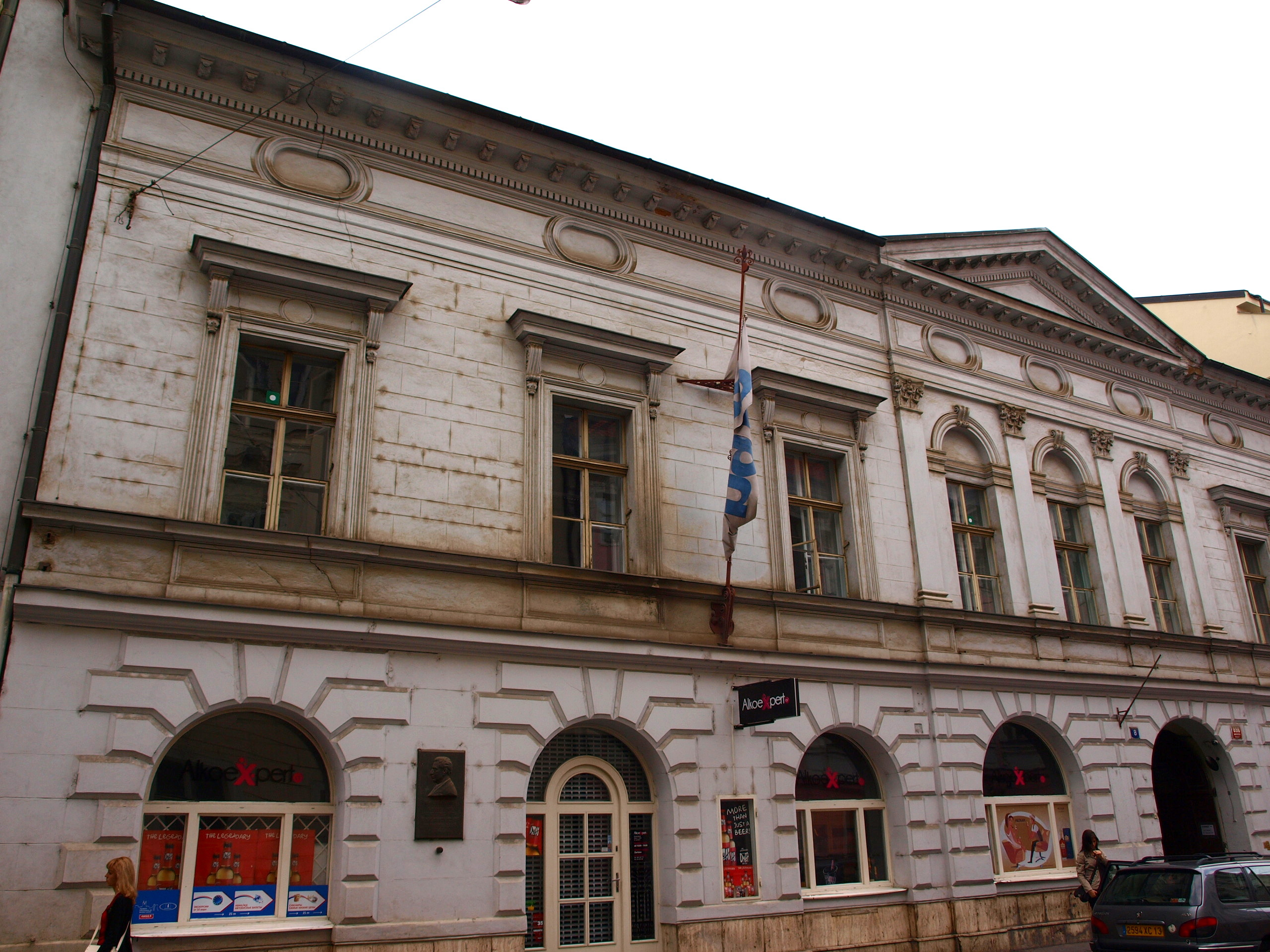

## Environs
Les attractions à proximité comprennent: 
- Le palais Kounicky, siège du musée Alfons Mucha (rue Panská)
- Le palais Neuberg, siège de l'ambassade du Brésil (rue Panská)
- Palais des Stallburg, ambassade d'Argentine à Prague (rue Panská)
- Palais Sylva-Taroucca (rue Na Příkopě)
- Nouveau Palais Kolowrat, (rue Na Příkopě)
- Palais Myslbek (rue Na Příkopě)

## Littérature
- Růžena Baťková et al., Prague II., Nové Město et Vyšehrad. Praha 1998, pp. 500-501.